# Bầu cử tổng thống Áo 2022
Cuộc bầu cử tổng thống được tổ chức tại Áo vào ngày 9 tháng 10 năm 2022. Alexander Van der Bellen đương nhiệm của Đảng Xanh đủ điều kiện cho một nhiệm kỳ nữa và tái tranh cử. Khoảng 6,36 triệu công dân đủ điều kiện bỏ phiếu.

## Kết quả

Người chiến thắng theo thành phố/thị trấn/đô thị. Màu xanh lá cây: Van der Bellen, Màu xanh lam: Rosenkranz

| Ứng cử viên                  | Ứng cử viên                  | Đảng                         | Phiếu bầu | %      |
| ---------------------------- | ---------------------------- | ---------------------------- | --------- | ------ |
|                              | Alexander Van der Bellen     | Xanh                         | 2.299.590 | 56.69  |
|                              | Walter Rosenkranz            | Đảng Tự do Áo                | 717.097   | 17.68  |
|                              | Dominik Wlazny               | Đảng Bia                     | 337.010   | 8.31   |
|                              | Tassilo Wallentin            | Độc lập                      | 327.214   | 8.07   |
|                              | Gerald Grosz                 | Độc lập                      | 225.942   | 5.57   |
|                              | Michael Brunner              | MFG Áo                       | 85.465    | 2.11   |
|                              | Heinrich Staudinger          | Độc lập                      | 64.411    | 1.59   |
| Tổng cộng                    | Tổng cộng                    | Tổng cộng                    | 4.056.729 | 100.00 |
|                              |                              |                              |           |        |
| Phiếu bầu hợp lệ             | Phiếu bầu hợp lệ             | Phiếu bầu hợp lệ             | 4.056.729 | 97.80  |
| Phiếu bầu không hợp lệ/trống | Phiếu bầu không hợp lệ/trống | Phiếu bầu không hợp lệ/trống | 91.353    | 2.20   |
| Tổng cộng phiếu bầu          | Tổng cộng phiếu bầu          | Tổng cộng phiếu bầu          | 4.148.082 | 100.00 |
| Cử tri phiếu bầu đã đăng ký  | Cử tri phiếu bầu đã đăng ký  | Cử tri phiếu bầu đã đăng ký  | 6.363.336 | 65.19  |
| Nguồn: Bộ Nội vụ             |                              |                              |           |        |